# Te Wo Tatake
"Te Wo Tatake" (手をたたけ, Te Wo Tatake, Bata palmas) é o nono single da banda japonesa Nico Touches the Walls lançado em 17 de agosto de 2011. O single foi anunciado no último show da turnê intitulada "TOUR 2011 PASSENGER ~We are Passionate Messenger~". A promoção do single começou logo após o anúncio via twitter e facebook oficial da banda, onde foi possível ver as fotos da gravação de vídeo.
"Te wo Tatake" é descrito como uma melodia cativante e que contém uma mensagem poderosa, perfeita para o verão japonês. A música também será acompanhada por uma versão instrumental e outra faixa intitulada "Sokudo".

## Video Clip
O videoclip foi lançado em 13 de julho, onde é possível ver os membros da banda sendo suspensos no ar, como marionetes, enquanto cantam e tocam seus instrumentos musicais.

## Faixas
DISCO 1 (CD)
1. Te Wo Tatake (手をたたけ)
2. Sokudo (速度)
3. Te Wo Tatake (手をたたけ) - instrumental
4. Matryoshka (マトリョーシカ)
5. Hologram (ホログラム)
6. Ame no Blues (雨のブルース)

DISCO 2 (DVD)
1. Te Wo Tatake (手をたたけ)
2. Te Wo Tatake (手をたたけ) - making movie